# Nomenclatura química dels compostos inorgànics
La nomenclatura química és la manera en que anomenem als compostos químics, en aquest cas, inorgànics. Aquest sistema de nomenclatura agrupa i anomena a aquests compostos, que són diferents dels orgànics. Actualment s'accepten tres sistemes o subsistemes de nomenclatura:
- El sistema de nomenclatura estequiomètrica o sistemàtic,
- El sistema de nomenclatura funcional, clàssic o tradicional i
- El sistema de nomenclatura Stock.

Aquests tres sistemes anomenen quasi tots els compostos inorgànics, sent la nomenclatura tradicional més extensa. Té grans ramificacions en el desenvolupament físic i alternatiu i porta a cap diverses interpretacions de les funcions bàsiques de cada element.
La Unió Internacional de Química Pura i Aplicada (IUPAC) ha recomanat una sèrie de regles aplicables a la nomenclatura química dels compostos inorgànics; aquestes es coneixen com "El llibre vermell".
També existeix una nomenclatura IUPAC per a la química orgànica. Els compostos orgànics són els que contenen carboni, normalment enllaçats amb hidrogen, oxigen, nitrogen, sofre, bor, fòsfor i alguns halògens. La resta dels compostos es classifiquen com a compostos inorgànics, els més comuns són els minerals. Aquests s'anomenen segons les regles establertes per la IUPAC.
Els compostos inorgànics es classifiquen segons la funció química que realitzen i pel nombre d'elements químics que els formen, amb regles de nomenclatura particulars per a cada grup. Una funció química és la tendència d'una substància a reaccionar d'una manera semblant en presència d'una altra. Per exemple, els compostos àcids tenen propietats químiques característiques de la funció àcid, perquè tots ells tenen l'ió d'hidrogen que dona H+ ; i les bases tenen propietats característiques d'aquest grup a causa de l'ió OH-1 present en aquestes molècules i que rep protons. Les principals funcions químiques són: òxids, bases, àcids i sals.

## Nomenclatures de compostos inorgànics

### Sistema de nomenclatura estequiomètrica o sistemàtica
Es basa a anomenar les substàncies utilitzant els prefixos numèrics grecs que indiquen l'atomicitat de cadascun dels elements presents a cada molècula. L'atomicitat indica el nombre d'àtoms d'un mateix element en una molècula, com per exemple l'aigua amb fórmula H₂O, que significa que hi ha un àtom d'oxigen i dos àtoms d'hidrogen presents en cada molècula d'aquest compost, encara de manera més pràctica, l'atomicitat en una fórmula química també es refereix a la proporció de cada element en una quantitat determinada de substància. En aquest estudi sobre nomenclatura química és més convenient considerar a l'atomicitat com el nombre d'àtoms d'un element en una sola molècula.
La manera d'anomenar als compostos en aquest sistema és: prefix-nom genèric + prefix-nom específic
Els prefixos són les paraules que s'anteposen al nom del compost i representen el nombre d'àtoms que hi ha a la molècula de l'element. Existeixen diferents prefixos els quals provenen del grec i a continuació es presenta el nombre d'àtoms al que fa referència al prefix.
| Prefix grec        | Nombre d'àtoms |
| ------------------ | -------------- |
| Mono-              | 1              |
| Di-                | 2              |
| Tri-               | 3              |
| Tetra-             | 4              |
| Penta-             | 5              |
| Hexa-              | 6              |
| Hepta-             | 7              |
| Octa-              | 8              |
| Non-, Nona-, Eneà- | 9              |
| Deca-              | 10             |

El prefix mono- normalment s'evadeix llevat que hi hagi possibilitat de confusió.
Per exemple, CrBr₃: tribromur de crom; CO: monòxid de carboni.
En casos en què en comptes d'àtoms es tracti de grups d'àtoms com compostos tals com sals dobles i triples, oxisals i similars, es poden utilitzar els prefixos bis, tris, tetraquis, pentaquis, hexaquis, etc.
Per exemple la fluorapatita Ca₅F (PO₄)₃ : florur tris(fosfat) de calci, ja que si s'utilitzés el terme trifosfat, s'estaria parlant de l'anió trifosfat [P₃O10]5-, en aquest cas seria: Ca₅F (P₃O10)3

### Sistema de nomenclatura funcional, clàssic o tradicional
En aquest sistema de nomenclatures s'indica la valència de l'element de nombre específic amb una sèrie de prefixos i sufixos. De manera general les regles són:
- Quan l'element només té una valència, simplement es col·loca el número de l'element precedit de la síl·laba “de” o bé s'acaba el nom de l'element amb el sufix –ic. Ex.:K₂O, òxid de potassi o òxid potàssic.
- Quan té dues valències diferents s'utilitzen els sufixos –ós i –ic

‣ …–ós quan l'element utilitza la valència menor: FeO, Fe+2O-2, ferro amb valència 2, (estat d'oxidació +2), òxid ferrós
‣ …–ic quan l'element utilitza la valència major: Fe₂O₃, Fe₃2+O₃-2, ferro amb valència 3, (estat d'oxidació +3), òxid fèrric.
- Quan té tres valències diferents, s'usen el prefix hipo- i sufixos -ós i -ic:

‣hipo- … –ós (per a la menor valència): P₂O, P₂+1O-2, fòsfor amb valència 1, (estat d'oxidació +1), òxid hipofosforós
‣ …–ós (per a la valència intermèdia): P₂O₃, P₂+3O₃-2, fòsfor amb valència 3, (estat d'oxidació +3), òxid fosforós
‣ …–ic (per a la major valència): P₂O₅, P₂+5O₅-2, fòsfor amb valència 5, (estat d'oxidació +5), òxid fosfòric
- Quan té quatre valències diferents s'usen els prefixos hipo- i per- i sufixos -ós i -ic:

‣hipo- … -ós (per a la valència més petita): MnO, Mn+2O-2, manganès amb valència 2, (estat d'oxidació +2), òxid hipomanganós
‣ …-ós (per a la valència petita): Mn₂O₃, Mn₂+3O₃-2, manganès amb valència 3, (estat d'oxidació +3), òxid manganós
‣ …-ic (per a la valència gran): MnO₂, Mn+4O₂-2, manganès amb valència 4, (estat d'oxidació +4), òxid mangànic
‣per- … -ic (per a la valència més gran): Mn₂O₇, Mn₂+7O₇-2, manganès amb valència 7, (estat d'oxidació +7), òxid permangànic

### Sistema de nomenclatura Stock
Aquest sistema de nomenclatura consisteix a anomenar els compostos escrivint al final del nom amb nombres romans l'estat d'oxidació de l'element amb "nom específic". Si només té un estat d'oxidació, aquest no s'escriu.
La valència (o més aviat l'estat d'oxidació) és la que indica el nombre d'electrons que un àtom posa en joc en un enllaç químic, un nombre positiu quan tendeix a cedir electrons i un nombre negatiu quan tendeix a guanyar-los. De manera general, sota aquest sistema de nomenclatura, els compostos s'anomenen de la següent manera: nom genèric + "de" + nom de l'element específic + l'estat d'oxidació.
Normalment, a menys que s'hagi simplificat la fórmula, la valència pot veure's en el subíndex de l'altre element (en compostos binaris i terciaris). Els números de valència normalment es col·loquen com a superíndex de l'àtom (element) en una fórmula molecular.
Per exemple:
| nom Stock             | fórmula | fórmula amb superíndex |  |
| --------------------- | ------- | ---------------------- |  |
| sulfur de ferro (III) | Fe₂S₃   | Fe₂+3S₃−2              |  |
| òxid de sofre (VI)    | SO₃     | S₂+6O₆−2               |  |

### Altres regles i conceptes generals
Els compostos (binaris i ternaris) en la seva nomenclatura estan compostos per dos noms: el genèris i l'específic. El nom genèris o general és el que indica a quin grup de compostos pertany la molècula o la seva funció química, per exemple si és un òxid metàl·lic/bàsic, un òxid no metàl·lic/àcid, un peròxid, un hidrur, un hidràcid, un oxoàcid, una sal haloide, etc. I el nom específic és el que diferencia les molècules dins d'un mateix grup de compostos. En general, en els tres sistemes de nomenclatura s'escriu primer el nom genèric seguit de l'específic. Per exemple: òxid ferrós i òxid fèrric, aquests dos compostos pertanyen al grup dels òxids i per això el seu nom genèric és òxid i a la vegada els noms específics ferrós i fèrric fan referència a dos compostos diferents FeO i Fe₂O₃, respectivament.
En general, en una fórmula molecular d'un compost es col·loca a l'esquerra l'element amb estat d'oxidació positiu (element més electropositiu) i a la dreta el que tingui estat d'oxidació negatiu (element més electronegatiu). I pel contrari, en la nomenclatura es col·loca primer el nom genèric, que és el que designa l'element de la dreta (el més electronegatiu), i el nom específic en segon lloc, que és el que designa l'element de l'esquerra (el més electropositiu).
Per exemple en l'òxid de sodi, Na₂O, Na₂+1O−2, el nom genèrix òxid fa referència al segon element de la fórmula que és l'"oxigen", el més electronegatiu, i el nom específic "sodi" fa referència al primer element de la fórmula que és el sodi i el menys electronegatiu o més electropositiu.
Es pot treballar amb més d'un estat d'oxidació, fins a l'estat d'oxidació +7 en els elements representatius (cal recordar que l'estat d'oxidació l'estem mostrant com a superíndex de cada element en la fórmula del compost). Amb les mateixes fórmules moleculars es pot determinar amb quin estat d'oxidació actuen els àtoms de la substància encara que en la seva fórmula no s'observin. Això s'aconsegueix amb el fet que en la fórmula d'una substància la suma dels estats d'oxidació de tots els àtoms de la substància ha de ser igual a zero, el que significa que la molècula serà neutre, sense càrrega.
En el cas dels ions, és a dir quan en la fórmula s'indiqui una càrrega positiva o negativa per al conjunt, la suma dels estats d'oxidació de tots els àtoms de la substància ha de ser igual a la càrrega de l'ió.